# Bessie (Film)
Bessie ist ein US-amerikanischer Fernsehfilm aus dem Jahr 2015. Er handelt vom Leben der Bluessängerin Bessie Smith, die vor allem in den USA der 1920er und 1930er Jahre populär war.
Das Biopic sollte bereits in den 1990er Jahren gedreht werden, wobei das Drehbuch vom Dramatiker Horton Foote stammte. Dies war aber aufgrund Schwierigkeiten mit der Finanzierung nicht möglich, erst nach Footes Tod im Jahr 2009 wurde die Vorproduktions-Phase durch den Kabelsender HBO sowie das Produzenten-Ehepaar Richard D. Zanuck und Lili Fini Zanuck wieder aufgenommen. Das Drehbuch stammt dabei unter anderem von Dee Rees, die auch Regie führte, zudem wurde Queen Latifah als Hauptdarstellerin verpflichtet, sie war in dieser Funktion bereits in der ersten Vorproduktion vorgesehen.
In den Vereinigten Staaten feierte Bessie seine Uraufführung am 16. Mai 2015 auf HBO, die deutsche Premiere fand am 10. Juni bei Sky Atlantic statt. Die Produktion war nach der Veröffentlichung für mehrere Preise nominiert, unter anderem erhielt sie bei der Primetime-Emmy-Verleihung vier Auszeichnungen.

## Handlung
Bessie Smith träumt bereits in ihrer Kindheit in Chattanooga davon, später einmal Sängerin zu werden. Ihr Vater William stirbt früh, Bessie verliert im Alter von neun Jahren auch die Mutter Laura. Deswegen muss sich fortan ihre älteste Schwester Viola um sie kümmern. Bessie kann schließlich nicht mehr die Schule besuchen und leidet sowohl unter der Armut, in der sie lebt, als auch an den Beschimpfungen und Misshandlungen ihrer Schwester. Deswegen beschließt sie, zusammen mit ihrem Bruder Clarence durch gemeinsame Auftritte in örtlichen Varieté-Shows etwas Geld zu verdienen. Bessie ist allerdings zunehmend frustriert, da viele der Veranstalter sich weigern, afroamerikanische Frauen auftreten zu lassen, weswegen sie glaubt, als Erwachsenen ihren Traum nicht verwirklichen werden zu können.
Eines Tages schleicht sich Bessie in den Tournee-Wagen der beliebten Sängerin Ma Rainey, die als Mother of Blues bekannt ist und zusammen mit ihrem Ehemann William „Pa“ Rainey durch die gesamten Vereinigten Staaten reist. Als Ma Rainey sie entdeckt, wird sie von Bessie gebeten, sie und Clarence in ihrer Entourage aufzunehmen. Ma Rainey stimmt zu und fungiert fortan als Bessies Mentorin. Mit ihrer Hilfe verbessert Bessie stetig ihre Gesangsfähigkeiten, allerdings kommt es zum Bruch zwischen den beiden Frauen, als Bessie immer bekannter wird. Deswegen beschließt sie, zusammen mit Clarence ihre eigene Show aufzubauen, sie und Ma Rainey gehen schließlich getrennte Wege.
Obwohl Bessie bereits mit Lucille in einer Beziehung lebt, fängt sie eine Affäre mit dem Sicherheitsmann Jack Gee an. Diesen heiratet sie später und ernennt ihn auch zu ihrem Manager, obwohl er keinerlei Erfahrungen mit dem Showgeschäft hat. Zudem hält sie ihre Verbindung mit Lucille aufrecht und hat weitere Affären mit anderen Frauen und Männern, die Jack nicht wirklich billigt. Kurze Zeit später geht Bessie zu einem Vorsprechen bei der neu gegründeten Plattenfirma Black Swan Records, deren Vorstandsmitglieder sie aber ablehnen, da sie ihr zu grob seien. Jack gelingt es, Bessie stattdessen für Columbia Records zu verpflichten. Obwohl Bessie daraufhin schnell große Erfolge als Sängerin feiert, hat sie privat mit Schwierigkeiten zu kämpfen, so wird auf sie nach einem Konzert in ihrer Heimatstadt eingestochen, zudem wird sie auf einer Feier der gehobenen Gesellschaft rassistisch beleidigt. Bei einem Auftritt stürmen Mitglieder des Ku-Klux-Klan die Bühne, die Bessie aber mit einem Beil vertreiben kann.
Schließlich verträgt sich Bessie mit Viola und bietet allen ihren Geschwistern an, in ihre Villa zu ziehen. Dadurch verschlechtert sich Bessies bröckelige Beziehung zu Jack, kurze Zeit später adoptiert sie ohne seine Einwilligung einen Jungen, den sie Jack Jr. nennt, was Jack noch weiter verärgert. Kurz darauf verlässt Lucille Bessie, die daraufhin eine Affäre mit dem Schwarzbrenner Richard Morgan anfängt. Als Bessie herausfindet, dass Jack eine Affäre mit der jungen Sängerin und Schauspielerin Gertrude Saunders hat, die er zudem finanziell unterstützt, fängt sie wutentbrannt einen Streit mit ihrem Ehemann an, der schnell in Gewalt umschlägt. Nachdem sie von Jack verlassen wird, verfällt Bessie dem Alkohol und leidet unter einer schweren Depression. Jack kehrt schließlich zurück, allerdings nur, um Jack Jr. zu sich zu holen, da Bessie als Mutter ungeeignet sei, wobei er von Viola unterstützt wird.
Während der Weltwirtschaftskrise kommt auch Bessies Karriere zum Erliegen, weswegen sie aus Geldmangel zusammen mit Clarence in eine kleine Wohnung ziehen muss. Bessie gelingt es auch dank Ma Rainey, mit der sie sich erneut anfreundet, ihre Verluste langsam zu verkraften. Schließlich gesteht ihr Richard seine Liebe, worauf die beiden eine feste Beziehung eingehen. Als sie 1932 das erfolgreiche, sexuell anzügliche Lied Til the Cows Come Home von Lucille Bogan hört, wird Bessie dadurch motiviert, erneut aufzutreten. Nach der Aufführung bietet ihr der junge Musikproduzent John Hammond an, eine Comeback-Tour zu finanzieren. Diese wird ein Erfolg, worauf Bessie neben Ma Rainey und Lucille Bogan wieder zu den Blues-Größen gehört. Am Ende des Films diskutieren sie und Richard über ihre gemeinsame Zukunft, während Bessie auf ihr Leben zurückblickt.

## Produktion

### Entstehung
Ein erster Entwurf des Drehbuchs stammt vom Dramatiker Horton Foote, der das Skript Anfang der 1990er Jahre im Auftrag von Columbia Pictures verfasste, die bereits seit den 1970er Jahren ein Biopic über Smith plante. Dabei arbeitete er auch mit dem Musikjournalisten Chris Albertson zusammen, der 1972 Smiths Biografie veröffentlicht hatte. Dieser schlug die 22-Jährige, erfolgreiche Sängerin Queen Latifah für die Titelrolle vor, die damals eine Karriere im Filmgeschäft startete. Allerdings wurde die Vorproduktion wegen finanzieller Probleme des Studios kurz darauf beendet, worauf Foote die Rechte an seinem Skript zurück erwarb. Weil andere Geldgeber ausblieben, ruhte die Produktion für mehrere Jahre.
Nachdem Foote 2009 starb, hinterließ er seiner Tochter Hallie Foote die Rechte am Film sowie dem Drehbuch. Sie wand sich mit dem Skript an das Produzenten-Ehepaar Richard D. Zanuck und Lili Fini Zanuck sowie den Kabelsender HBO, wodurch Bessie schließlich 2013 gedreht werden konnte, unter anderem wurde erneut Queen Latifah für die Hauptrolle verpflichtet, die auch als Executive Producer fungierte.
Als Regisseurin wurde Dee Rees verpflichtet, die ursprünglich nur Änderungen am Drehbuch vornehmen sollte. Sie sagte zu, da sie in ihrer Kindheit die Musik der Künstlerin hörte. Zudem fühlte sich Rees auch von Smith angesprochen, da sie wie aus Tennessee stammt und Smiths Bisexualität offen behandeln wollte, weil diese bei Diskussionen über die Sängerin nie erwähnt werde. Als Inspirationsquellen erwähnte Rees die Sachbücher Blues Legacies and Black Feminism von Angela Davis, Autobiography of My Mother von Jamaica Kincaid sowie Blues Empress in Black Chattanooga: Bessie Smith and the Emerging Urban South der Geschichtsdozentin Michelle Scott von der University of Maryland, Baltimore County. Zudem habe Rees, um Smiths Entwicklung zu dokumentieren, für die verschiedenen Akte unterschiedliche Farbpaletten wie Monochrom, Metallic und Pastell verwendet.

### Unterschiede zu Smiths Leben
Im Film weichen einige Elemente der Handlung von Smiths Leben ab. So gibt es beispielsweise keine Belege für ein sehr schlechtes Verhältnis zwischen Smith und ihrer Schwester Viola. Auch schlich sich Smith nicht in Ma Raineys Kabine, sondern lernte sie als 14-Jährige bei einem Casting kennen. Zudem verdankte Smith ihren Karriereanfang nicht ihrem Ehemann Jack Gee, laut dem ein Plattenladenbesitzer Smiths Vorsprechen bei Columbia Records organisierte. Die Figur Lucille, Smiths Liebhaberin, ist wahrscheinlich aus ihrer angeheirateten Nichte Ruby Walker sowie Lillian Simpson, mit der sie eine Affäre hatte, zusammengesetzt. Im Film wird auch nicht auf Smiths bekannten, durch einen Verkehrsunfall verursachten Tod eingegangen. Laut Rees hätte sie auf dessen Darstellung verzichtet, weil sie der Produktion ein positives Ende geben wollte.

## Veröffentlichung
Der Film feierte am 16. Mai 2015 seine Premiere auf HBO. Er ist dabei mit 1,34 Millionen Zuschauenden seit diesem Datum die HBO-Eigenproduktion mit den höchsten Einschaltquoten am Premierentag, wobei der damalige Nielsen-Leistungswert bei 0,4 lag. In Deutschland wurde Bessie erstmals am 10. Juni desselben Jahres auf Sky Atlantic ausgestrahlt, in den Folgejahren liefen auf demselben Sender in sporadischen Abständen Wiederholungen des Films.

## Rezeption
In der Internet Movie Database erhielt der Film eine Bewertung von 6,7 von zehn Sternen basierend auf 4.154 abgegebenen Stimmen. Auf Rotten Tomatoes ergab sich ein Kritiker-Wert von 90 Prozent basierend auf 29 Kritiken sowie eine Zuschauer-Wertung von 67 Prozent basierend auf 41 Stimmen. Bei Metacritic beträgt die Kritiker-Bewertung 75 von 100 basierend auf 20 Kritiken.
Brian Lowry lobte in der Variety die durchweg großartigen Darsteller. Queen Latifah erfasse ihre Rolle mutig, auch Mo’Nique und Michael K. Williams stächen hervor, wobei letzterer eine Festanstellung von HBO erhalten sollte. Die Produktion sei zwar aufgrund erzählerischer Schwächen nicht perfekt, aber wegen der Darsteller und Musikeinlagen dennoch ein unterhaltsamer, kühner Film. Ähnlich äußerte sich David Rooney in der The Hollywood Reporter. Bessie sei ein unverblümtes, zugleich bewunderndes Porträt von Bessie Smith. Latifah spiele sowohl freimütig als auch erfrischend zurückhaltend, während Mo’Nique in ihrer Rolle angemessen arrogant-sorglos auftrete. Trotz einiger ungenauer und zu konventioneller Momente sei der Film befriedigend, integer und klug. Für Sarah Rodman von der The Boston Globe sei das Drehbuch zwar nichts Weltbewegendes, allerdings ließe die Ausstrahlung der Darsteller den Film der Titelfigur würdig werden. Latifah, Mo’Nique und Alexander spielten mit ganzer Kraft, auch die Nebendarsteller seien geschickt, wodurch die Produktion von einem routinierten Film zu etwas Außergewöhnlichem werde.
Neil Genzlinger kritisierte in der The New York Times die Handlung, die nur aus einer Reihe von Episoden im Leben der Titelfigur bestünde. Das Publikum könne deren Emotionen trotz Latifahs Bemühungen nicht nachempfinden, keine der Figuren sei wirklich gut entwickelt. Letztendlich werde das Drehbuch, das lediglich eine Aphorismen-Sammlung sei, nicht den starken Darstellern gerecht. Für Ben Travers von IndieWire sei der Film unausgeglichen. Smiths Verschrobenheit würde angedeutet, ohne sie vollständig anzuerkennen. Die faszinierendsten Szenen mit Lucille und Jack kämen zu spät, um die beiden Figuren für das Publikum interessant zu machen. Diese wenigen Momente reichten aber nicht aus, um Bessie so großartig wie die Titelfigur werden zu lassen. Laut Robert Bianco von der USA Today fehle es dem gehetzt wirkenden Film oft an Kontext und Aussagen. Dafür sei Latifah ebenso wie Mo’Nique großartig. Bessie bleibe dem Publikum schließlich nicht wegen der Makel, sondern Latifahs Paraderolle in Erinnerung.

## Auszeichnungen und Nominierungen (Auswahl)
Critics’ Choice Television Awards 2015
- Auszeichnung: Bester Film
- Nominierung: Beste Hauptdarstellerin in einem Film oder einer Miniserie (Queen Latifah)
- Nominierung: Beste Nebendarstellerin in einem Film oder einer Miniserie (Khandi Alexander)
- Nominierung: Beste Nebendarstellerin in einem Film oder einer Miniserie (Mo’Nique)

Primetime-Emmy-Verleihung 2015
- Auszeichnung: Bester Fernsehfilm
- Auszeichnung: Beste Musik einer Miniserie oder eines Fernsehfilms (Rachel Portman)
- Auszeichnung: Beste Kamera einer Miniserie oder eines Fernsehfilms (Jeff Jur)
- Auszeichnung: Bester Tonschnitt einer Miniserie oder eines Fernsehfilms (Jim Emswiller, Robert Fernandez, Damian Volpe, Ed Cherney, Evyen Klean)
- Nominierung: Beste Hauptdarstellerin einer Miniserie oder eines Fernsehfilms (Queen Latifah)
- Nominierung: Bester Nebendarsteller einer Miniserie oder eines Fernsehfilms (Michael K. Williams)
- Nominierung: Beste Nebendarstellerin einer Miniserie oder eines Fernsehfilms (Mo’Nique)
- Nominierung: Beste Regie einer Miniserie oder eines Fernsehfilms (Dee Rees)
- Nominierung: Bestes Drehbuch einer Miniserie oder eines Fernsehfilms (Dee Rees, Christopher Cleveland, Bettina Gilois, Horton Foote)
- Nominierung: Bestes Casting einer Miniserie oder eines Fernsehfilms (Billy Hopkins, Jackie Burch)
- Nominierung: Beste Frisuren einer Miniserie oder eines Fernsehfilms (Lawrence Davis, Monty Schuth, Iasia Merriweather, Victor Jones-Moore)
- Nominierung: Beste Maske einer Miniserie oder eines Fernsehfilms (Debi Young, Mi Young, Ngozi Olandu Young, Noel Hernandez, Sian Richards)

Satellite Awards 2015
- Nominierung: Bester Fernsehfilm
- Nominierung: Beste Hauptdarstellerin in einer Miniserie oder einem Fernsehfilm (Queen Latifah)
- Nominierung: Beste Nebendarstellerin in einer Serie, Miniserie oder einem Fernsehfilm (Michael K. Williams)
- Nominierung: Beste Nebendarstellerin in einer Serie, Miniserie oder einem Fernsehfilm (Mo’Nique)

American Cinema Editors 2016
- Auszeichnung: Bester Schnitt einer Miniserie oder eines Fernsehfilms (Brian A. Kates)

American Society of Cinematographers 2016
- Nominierung: Beste Kamera eines Fernsehfilms, einer Miniserie oder einer Pilotfolge (Jeff Jur)

Art Directors Guild 2016
- Nominierung: Excellence in Production Design Award (Clark Hunter)

Black Reel Award 2016
- Auszeichnung: Bester Fernsehfilm oder Miniserie
- Auszeichnung: Beste Hauptdarstellerin in einem Fernsehfilm oder einer Miniserie (Queen Latifah)
- Auszeichnung: Beste Regie eines Fernsehfilms oder einer Miniserie (Dee Rees)
- Nominierung: Bester Nebendarsteller eines Fernsehfilms oder einer Miniserie (Charles S. Dutton)
- Nominierung: Bester Nebendarsteller eines Fernsehfilms oder einer Miniserie (Michael K. Williams)
- Nominierung: Beste Nebendarstellerin eines Fernsehfilms oder einer Miniserie (Mo’Nique)
- Nominierung: Bestes Drehbuch eines Fernsehfilms oder einer Miniserie (Dee Rees, Christopher Cleveland, Bettina Gilois)

Directors Guild of America Award 2016
- Auszeichnung: Beste Regie eines Fernsehfilms oder einer Miniserie (Dee Rees)

Golden Globe Awards 2016
- Nominierung: Beste Hauptdarstellerin in einer Miniserie oder einem Fernsehfilm (Queen Latifah)

GLAAD Media Award 2016
- Auszeichnung: Bester Fernsehfilm oder Miniserie

Golden Reel Award 2016
- Auszeichnung: Bester Tonschnitt – Long Form Dialogue and ADR im Bereich Fernsehen (Damian Volpe)
- Nominierung: Bester Tonschnitt – Long Form Sound Effects and Foley im Bereich Fernsehen (Damian Volpe)

Make-Up Artists and Hair Stylists Guild 2016
- Nominierung: Beste Frisuren einer historischen Miniserie oder eines Fernsehfilms (Lawrence Davis, Monty Schuth)
- Nominierung: Beste Maske einer historischen Miniserie oder eines Fernsehfilms (Debi Young, Sian Richards, Mi Young)

NAACP Image Award 2016
- Auszeichnung: Beste Hauptdarstellerin in einem Fernsehfilm oder einer Miniserie (Queen Latifah)
- Auszeichnung: Beste Regie eines Fernsehfilms (Dee Rees)
- Nominierung: Bester Fernsehfilm oder Miniserie
- Nominierung: Bester Hauptdarsteller in einem Fernsehfilm oder einer Miniserie (Michael K. Williams)
- Nominierung: Bestes Drehbuch eines Fernsehfilms (Dee Rees, Christopher Cleveland, Bettina Gilois)

Screen Actors Guild Awards 2016
- Auszeichnung: Beste Hauptdarstellerin in einem Fernsehfilm oder einer Miniserie (Queen Latifah)

## Synchronisation
Die Synchronisation wurde bei der Arena Synchron nach einem Dialogbuch von Bernd Nigbur unter der Dialogregie von Stefan Fredrich erstellt.
| Rolle               | Darsteller          | Synchronsprecher |
| ------------------- | ------------------- | ---------------- |
| Bessie Smith        | Queen Latifah       | Martina Treger   |
| Jack Gee            | Michael K. Williams | Dietmar Wunder   |
| Viola Smith         | Khandi Alexander    | Andrea Aust      |
| Ma Rainey           | Mo’Nique            | Peggy Sander     |
| Richard Morgan      | Mike Epps           | Olaf Reichmann   |
| Clarence Smith      | Tory Kittles        | Arne Stephan     |
| Lucille             | Tika Sumpter        | Damineh Hojat    |
| Carl Van Vechten    | Oliver Platt        | Lutz Schnell     |
| John Hammond        | Bryan Greenberg     | Marius Clarén    |
| William „Pa“ Rainey | Charles S. Dutton   | Roland Hemmo     |
| Frank Walker        | Joe Knezevich       | Markus Pfeiffer  |
| Langston Hughes     | Jeremie Harris      | Dennis Sandmann  |